# Akbarpur (Ambedkar Nagar)
Akbarpur è una suddivisione dell'India, classificata come municipal board, di 33.889 abitanti, capoluogo del distretto di Ambedkar Nagar, nello stato federato dell'Uttar Pradesh. In base al numero di abitanti la città rientra nella classe III (da 20.000 a 49.999 persone).

## Geografia fisica
La città è situata a 26° 25' 0 N e 82° 32' 60 E e ha un'altitudine di 84 m s.l.m..

## Società

### Evoluzione demografica
Al censimento del 2001 la popolazione di Akbarpur assommava a 33.889 persone, delle quali 17.695 maschi e 16.194 femmine. I bambini di età inferiore o uguale ai sei anni assommavano a 5.456, dei quali 2.822 maschi e 2.634 femmine. Infine, coloro che erano in grado di saper almeno leggere e scrivere erano 21.282, dei quali 12.120 maschi e 9.162 femmine.